# Oliclar
Oliclar és una possessió del terme d'Alaró situada al clot d'Almadrà, entre el pujol de Can Xirgo, el puig de Sant Miquel i Can Pendango, a uns 388 metres d'altura.

## Etimologia
Tot i que l'etimologia és incerta, probablement d'origen romànic precatalà, cal assenyalar que la grafia Oli clar respon a una etimologia popular per analogia semàntica (Llucmajor = Llum Major). El Diccionari Alcover-Moll recull la grafia correcta Oliclar, però sense fer-ne cap explicació de l'etimologia.

## Història
Des de 1543 Oliclar i Solleric (Alaró) pertanyien a la família Reus i la seva història va estar vinculada a aquesta família. Miquel Reus en un testament de 1548 deixà Oliclar i una quarta part de Solleric al seu fill segon, Mateu Reus i Ferrandell. El 1593, pertanyia al mercader Gregori Reus. Tenia cases i tafona. Era objecte d'atacs constants dels bandolers i fou proveïda, per a la defensa, d'arcabussos i ballestes. Al principi del s. XVII, era del senyor Pere Antoni Reus i Sastre d'Albenya. Fins a 1642, fou administrada pel mercader Mateu Reus, que en no tenir descendència, la cedí al seu nebot Miquel Reus de Solleric a canvi de 40 quarteres de blat i tota la producció de brossat i formatge, cada any. El 1646, era de Miquel Reus i feia una renda anual de 40 quarteres de blat, dues quarteres d'ordi i dos capons.
Miquel Reus de Solleric i Sastre d'Albenya en testament de 1661 va fer hereua universal la seva filla Caterina Reus i Cifre, casada amb Marc Vallès, instituint un fideicomís que obligava a tots els seus hereus a dur el nom de Reus de Solleric i les armes de la família. El 1667, pertanyia al senyor Marc Vallès d'Almadrà, ciutadà militar, i a la seva esposa Catalina Reus de Solleric. El 1694, era del senyor Miquel Reus de Solleric i Vallès, ciutadà militar i familiar del Sant Ofici. Confrontava amb Solleric, Son Bergues, s'Olivaret d'en Muntaner i les tres possessions del lloc d'Almadrà, denominades Son Ordines, Can Xelet o Son Sampol i Son Vallès. El 1994, és una pertinença de la possessió de Solleric.

## Activitat econòmica

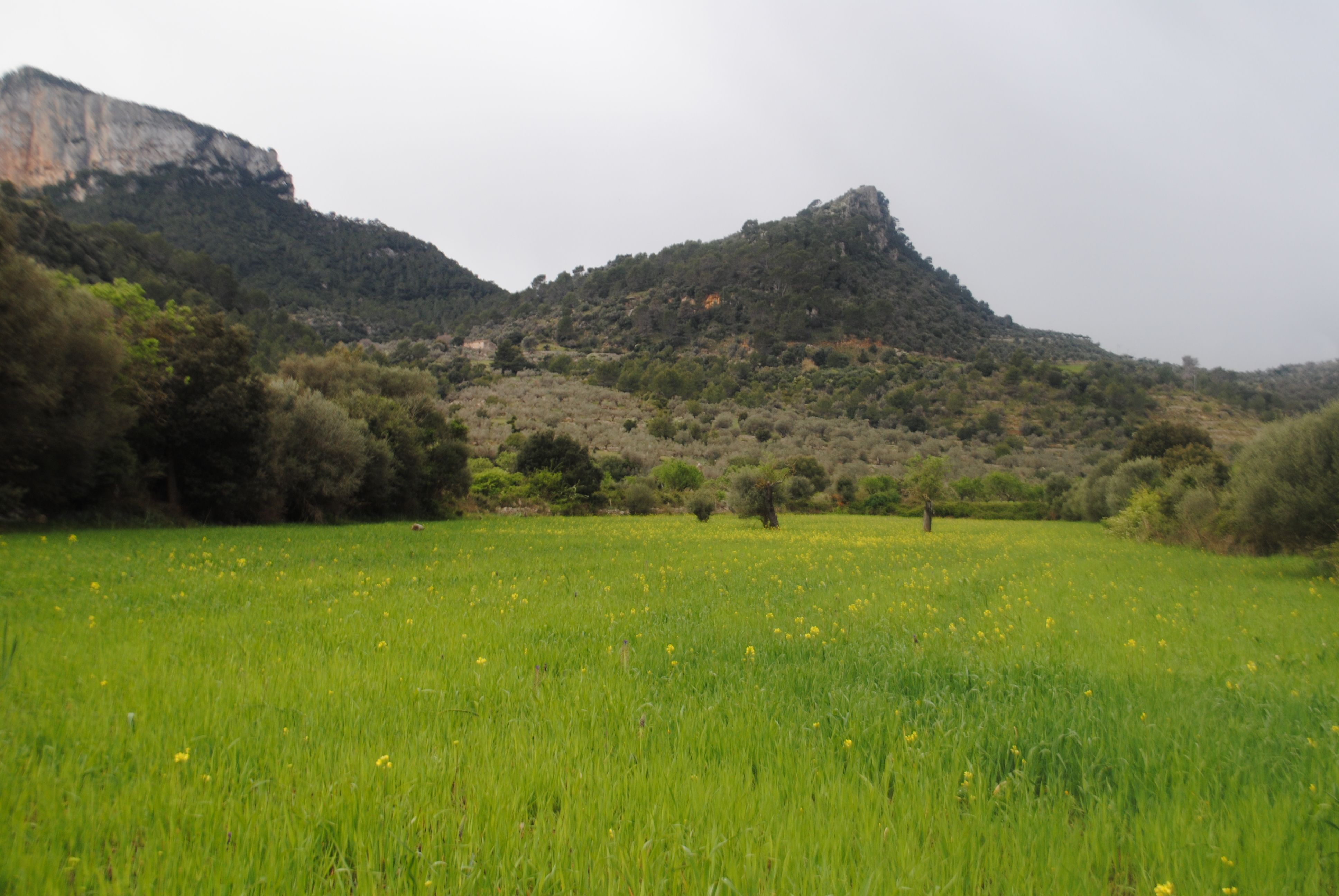
Puig de s'Alcadena, Oliclar i el Puig de Sant Miquel

A finals del segle xvi la possessió consta que estava dedicada a olivars, tenia una petita vinya i hi havia una guarda de 400 ovelles. Tenia tafona. En el segle següent segueix la documentació que assenyala els conreus olivarers, vinya i conreu de cereals. Com a bestiar de feina hi havia quatre bous, tres mules, dues someres i un cavall. Tenia una gran guarda d'ovelles, amb una notable producció de brossat i formatge. Amb Almadrà, feia un esplet anual d'oliva valorat en una mitjana de 650 lliures.

## Llocs d'interès
- Font d'Oliclar. Està en el camí que va de Solleric a Oliclar. És una mineta curta i estreta de 0,40 x 0,30 metres de secció i la seva llargària no passa dels 2 metres. Està construïda de pedra en sec i coberta de lloses llises. Aboca les seves aigües a una pica doble que serveix d'abeurador pel bestiar.[5]
- Fonts de s'Hort d'Oliclar. N'hi ha dues. Una primera presenta una mina d'uns sis metres de llargada, de secció rectangular (0,90 x 0,60).[6] A uns 150 metres de les cases, en el camí d'accés, hi ha una altra fonteta de mina.[7]